# Вулиця Пирогова (Мелітополь)
Вулиця Бєлікіна — вулиця в Мелітополі на Юрівці. Йде від Будівельної вулиці до вулиці Пожарського. Забудована приватними будинками.

## Назва
Вулиця названа на честь Миколи Пирогова (1810-1881), російського хірурга та анатома.

## Історія
Вулиця згадується 17 січня 1939 року як 2-й Аеродромний провулок. 7 жовтня 1960 року була перейменована на вулицю Пирогова.
На півтора роки раніше, 17 квітня 1959, було затверджено рішення про найменування вулицею Пирогова іншої вулиці, прорізаної на Червоній Гірці (перша вулиця з південно-східного боку від вулиці Бабушкіна, але 3 липня 1959 року рішення виконкому про прорізання вулиці було скасовано.